# 阳主庙遗址
阳主庙遗址，位于山东省烟台市芝罘区芝罘岛，是中华人民共和国山东省文物保护单位之一。
1992年6月12日，授予山东省文物保护单位，是一座古遗址。
陽主為中國古代齊國地區祭祀的八神之一，秦漢時期亦有零星祭祀，相關紀錄可參見天主 (中國)。